# Arter
Arter, cunoscută sub numele de Kuș Adası (Insula Păsărilor) este o insulă pe lacul Van, Turcia. În prezent este nelocuită, însă în trecut aici a existat o mănăstire armeană ale cărei ruine se pot vedea și astăzi.